# パリ日本館
座標: 北緯48度49分7.7秒 東経2度20分29.6秒 / 北緯48.818806度 東経2.341556度

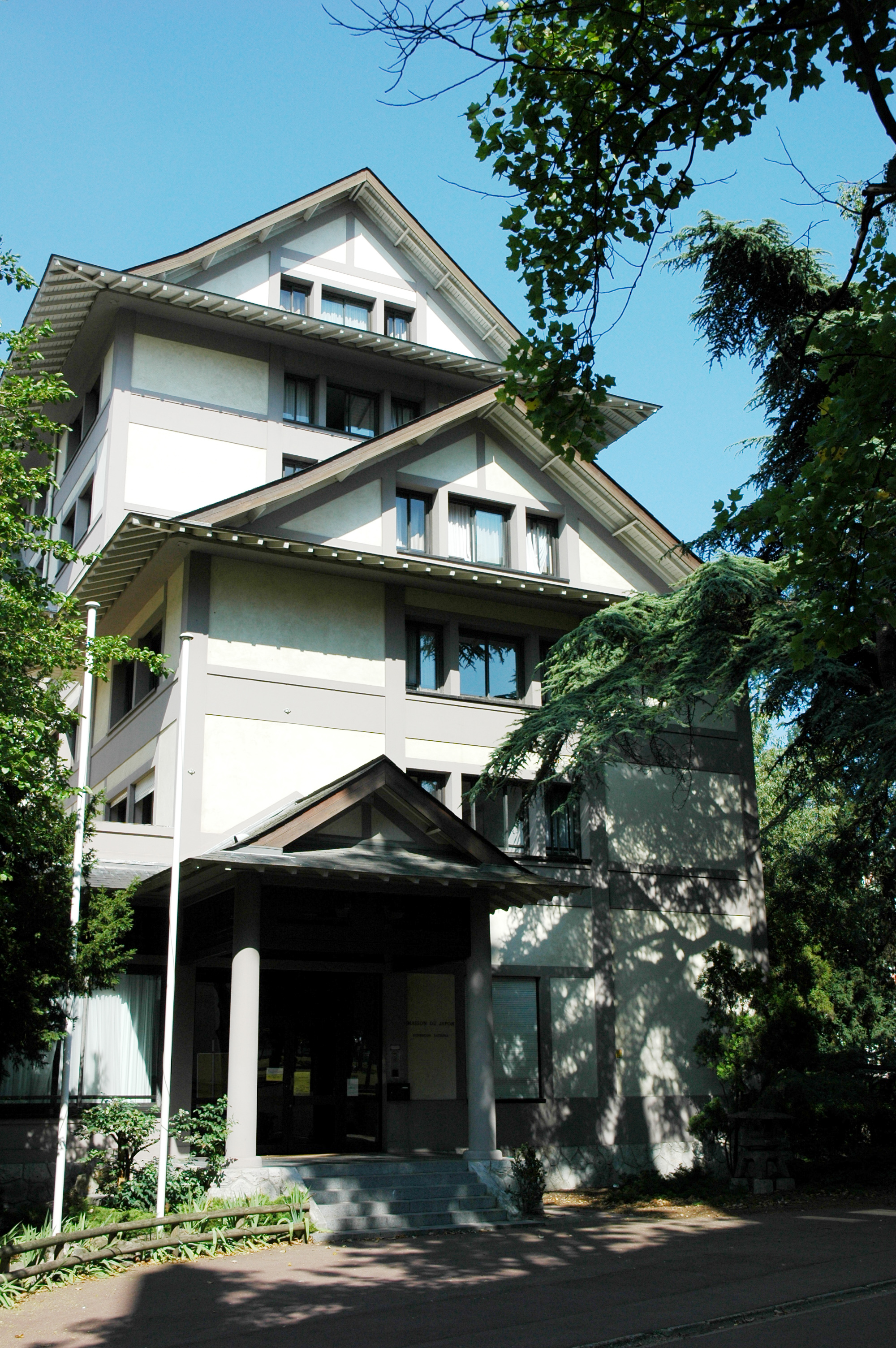
パリ日本館

パリ日本館（パリにほんかん、フランス語: Maison du Japon）は、パリ南部14区の国際大学都市にある、学生寮のひとつ。また、この寮を管理運営する、パリ国際大学都市日本館 - 薩摩財団（パリこくさいだいがくとしにほんかん さつまざいだん）の通称。

## 概要
留学生のほか、一定の条件を満たす研究者や芸術家が入居することを認められており、夏季のみの短期滞在も可能である。居住者は、日本人の比率が7割を超えないように選定されており、居住者交換制度により多様な国籍の居住者が入館するよう配慮されている。
建物としてのパリ日本館は、詩人、劇作家として知られ、駐日フランス大使となって来日したポール・クローデルが、国際大学都市への日本館の建設を提唱したことを契機として、薩摩治郎八が拠出した350万フランによって建設され、1929年に完成して国際大学都市に寄贈されたものである。パリ国際大学都市の設立初期において，ヨーロッパの国々や財団がこうした寮を設立する中，日本館の設立は6番目でありアジアの国としては特に早期からパリ国際大学都市に寮を構えていることになる．第二次世界大戦などをまたぎながら現在に至るまで，数多くの日本人留学生および研究者，芸術家の滞在拠点となっている．2020年の時点でアジアの国からは，日本，インド，カンボジア，および韓国がアジアの国々が自国の名を冠した寮を有している。
当初は国際大学都市の直轄館であったが、第二次世界大戦後の1953年に結ばれた日仏文化協定によって、駐仏日本大使を理事長とする管理組織としてのパリ日本館が主体となって運営される非直轄館へと移行した。日本館の所有権はフランス政府にあるが、非直轄館となってからは、日本館に家賃等を課すことも、補助金を出すこともしておらず、管理責任は最終的に日本政府にあり、館長は日本から派遣されている。1990年代までは、施設の老朽化や、運営資金の不足に悩まされていたが、その後、日本政府の資金により、二次にわたる改修が行なわれた。
パリ日本館は、建設の経緯から薩摩館とも称され、館内には薩摩治郎八がパトロンとして支援していた藤田嗣治の大作「欧人日本へ渡来の図」「馬の図」の2点が展示されている。
館内には図書室が設置されており、日本文学と日本国内で出版されたフランスに関する文献、戦前から今日に至るまでのフランス人研究者による日本研究の成果等を中心に約１万冊の蔵書を有する。CiNii Booksでは蔵書のうち823件の書誌データを閲覧できる。以前は図書室に司書が勤務していたが、西海真樹館長の在任期間中、館の経済的理由から解雇された。

## 館長経験者
- セルゲイ・エリセーエフ - 初代館長[8]
- 菊池真一 - 1957年 - 1959年[9]
- 小山昇 - 1969年 - 1971年[10]
- 相良惟一 - 1971年[11][12]
- 森有正 - 1972年 - 1976年[13]
- 小林善彦 - 1976年 - 1978年[14]：後に『パリ日本館だより』（1979年、中公新書）を発表
- 戸張智雄 - 1978年 - 1980年[15]
- 新倉俊一 - 1980年 - 1982年[16]
- 小堀巌 - 1982年 - 1984年[17]
- 鈴木康司 - 1984年 - 1986年[18]：後に『パリ日本館からボンジュール』（1987年、三修社）を発表
- 岩崎力 - 1986年 - 1988年[19]
- 大久保泰甫- 1988年 -1991年
- 田辺裕 - 1991年 - 1993年[4]
- 小林茂 - 1993年 - 1996年[20]：後に『薩摩治郎八』（ミネルヴァ書房、2010年）を発表
- 相良憲昭 - ? - 1999年[21][22]
- 篠田勝英 - 1999年 - 2001年[23]
- 西澤文昭 - 2001年 - 2004年[24]
- 牛場暁夫 - 2004年 - 2006年[25]
- 永見文雄 - 2006年 - 2008年[26]：後に『菩提樹の香り - パリ日本館の15カ月』（2010年、中央大学出版部）を発表
- 西永良成 - 2008年 - 2010年[27]
- 寺尾仁 - 2010年 - 2012年[28]
- 佐野泰雄 - 2012年 - 2014年[29][30]
- 大野芳材 - 2014年 - 2015年[31][32]
- 浦田良一 - 2015年 - 2015年
- 小野潮 - 2015年 - 2017年[33]
- 森田隆二 - 2017年 - 2019年
- 押村高 - 2019年 - 2021年[34]
- 西海真樹 - 2021年 - 2023年[35]
- 金山直樹 - 2023年 -